# Donburi
Donburi (丼) (letterlijk: kom) is een Japans rijstgerecht geserveerd met gestoofd vis, vlees, groenten of andere ingrediënten.

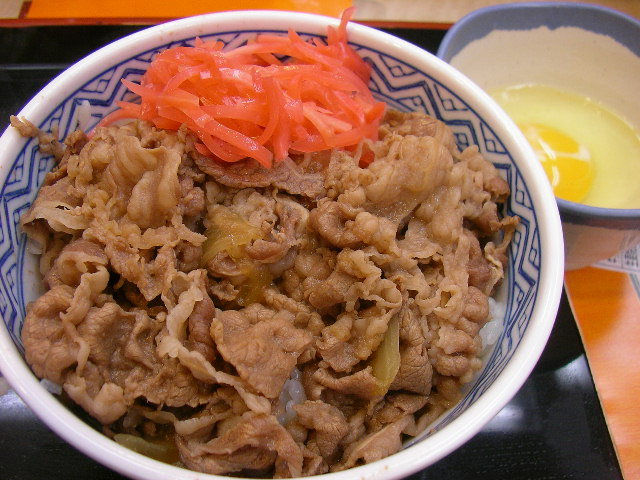
Gyudon

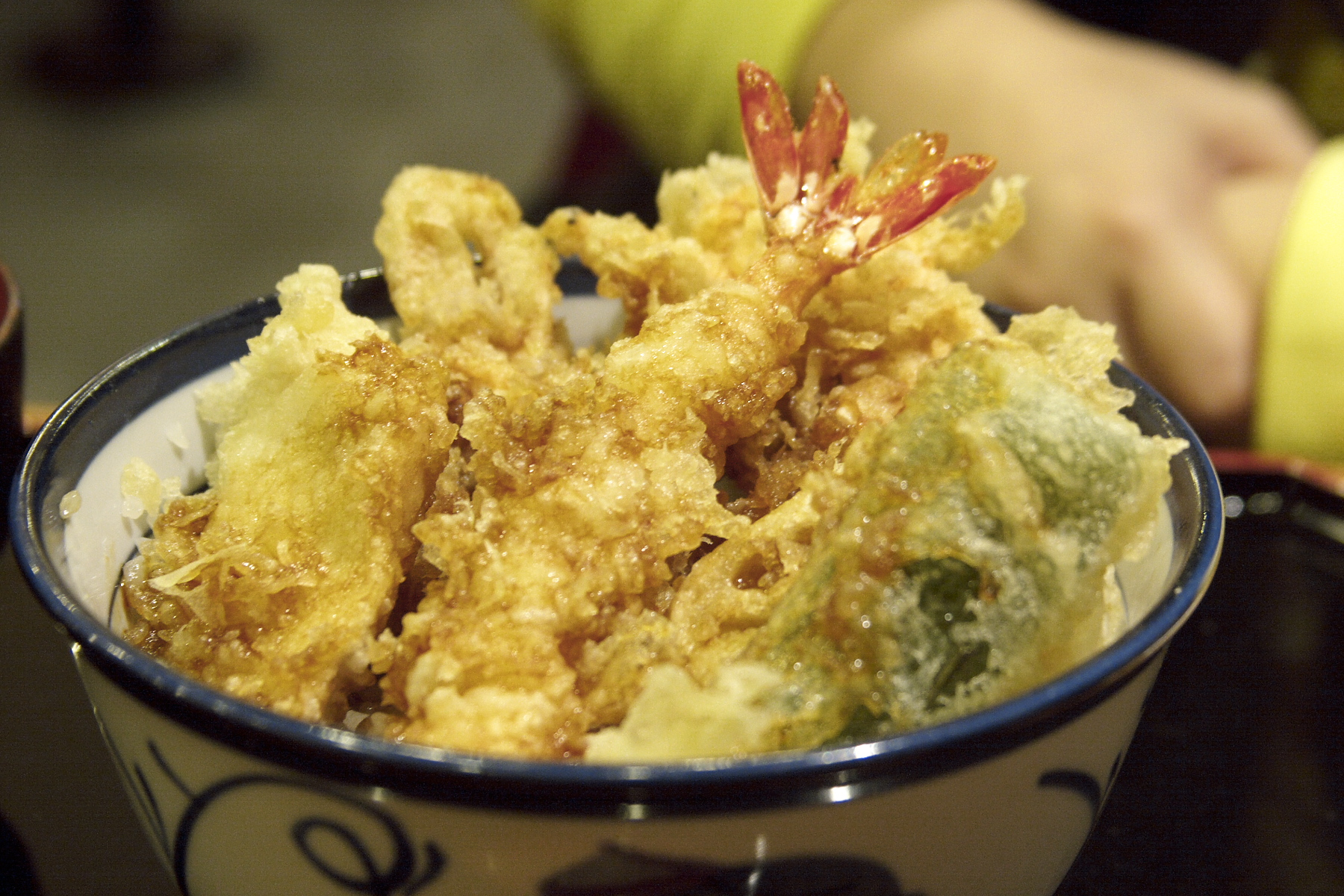
Tendon

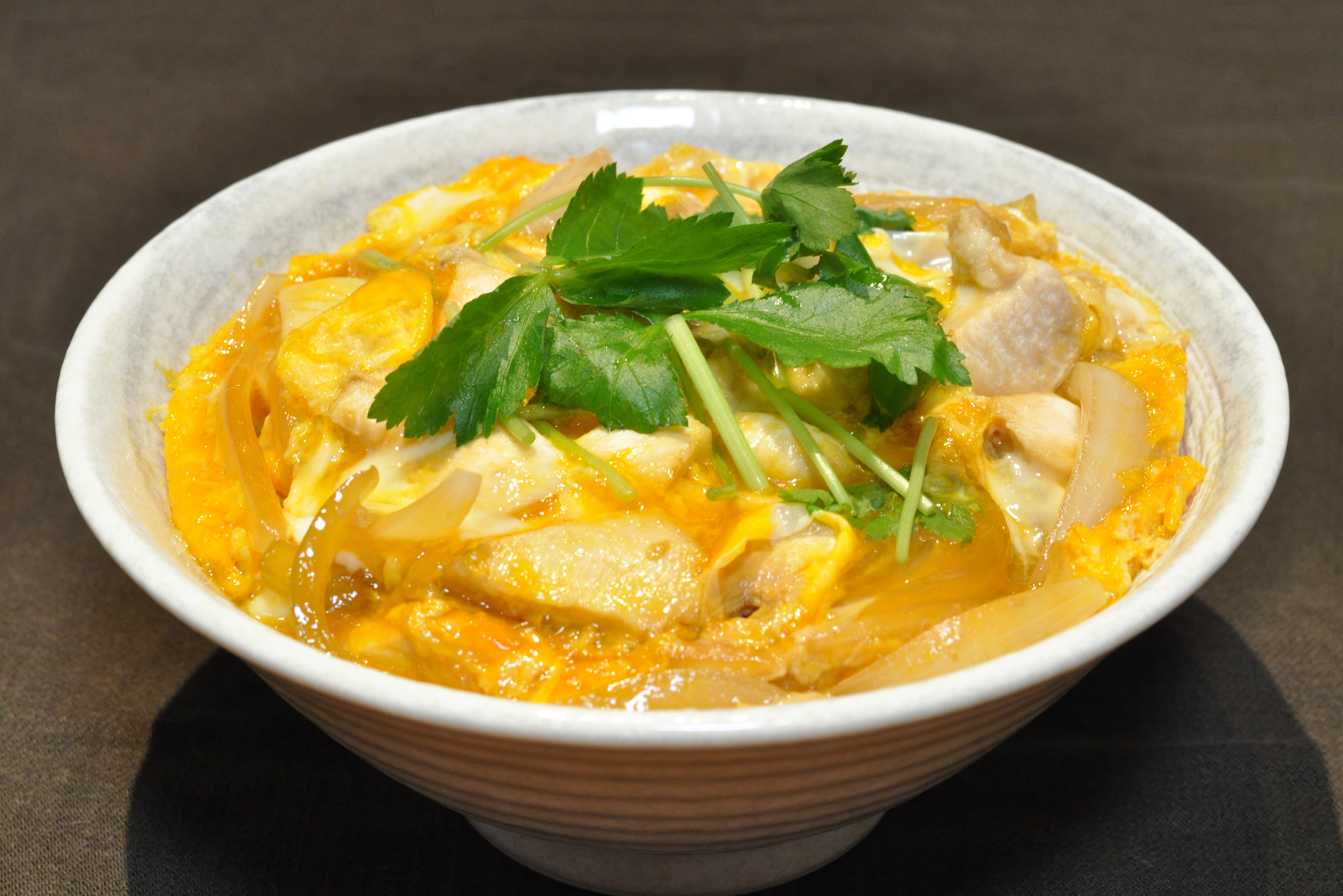
Oyakodon

Donburi-maaltijden worden vaak geserveerd in grote rijstkommen die eveneens donburi heten. De saus over het gerecht varieert per seizoen, ingrediënten, regio en smaak. Een typische saus is een milde zoete saus op smaak gebracht met bouillon (dashi), sojasaus en zoete rijstwijn (mirin).

## Soorten donburi
Populaire gerechten in Japan zijn onder meer:
- Gyudon, een rundvleesgerecht
- Butadon, een gerecht met varkensvlees
- Tendon, gefrituurde vis
- Tentamadon, tempura met ei
- Unadon, gerecht met paling
- Tamagodon, een gerecht met roerei
- Oyakodon, met kip, ei en bosui
- Katsudon, met gefrituurde varkenskoteletten
- Sosukatsudon, met sla en zoet-zoute saus
- Konohadon, een gerecht met kamaboko, een soort surimi
- Karedon, gerecht met curry
- Tekkadon, gerecht met tonijn
- Hokkaidon, gerecht met zalm
- Negitorodon, gerecht met vette tonijn en negi
- Ikuradon, gerecht met gekruide zalmkuit
- Kaisendon, bestaat uit sashimi
- Tenshindon, bestaande uit een omelet van krabvlees op rijst
- Chukadon, gerecht met gewokte groenten, champignons en dunne plakjes vlees